# Liste der Bodendenkmale in Bissendorf
In der Liste der Bodendenkmale in Bissendorf sind die Bodendenkmale der niedersächsischen Gemeinde Bissendorf aufgeführt. Die Quelle ist der Denkmalatlas Niedersachsen.
- Bitte beachten Sie, dass diese Liste keinen Anspruch auf Vollständigkeit erhebt.
- Die Angaben ersetzen nicht die rechtsverbindliche Auskunft der zuständigen Denkmalschutzbehörde.
- Es sind nur Daten aus dem Denkmalatlas verarbeitet.
- Der Stand der Liste ist der 22. Mai 2025.

Bissendorf im Landkreis Osnabrück

## Allgemein
In den Spalten finden sich folgende Informationen des Bodendenkmales:
| Lage         | geographische Koordinaten                                                           |
| Bezeichnung  | Bezeichnung lt. Denkmalatlas                                                        |
| Beschreibung | Beschreibung lt. Denkmalatlas                                                       |
| ID           | Objekt-ID                                                                           |
| Bild         | Bild, ggf. zusätzlich mit Link zu weiteren Fotos im Medienarchiv Wikimedia Commons. |

## Bissendorf
| Lage                        | Bezeichnung                   | Beschreibung | ID       | Bild |
| --------------------------- | ----------------------------- | --- | -------- | ---- |
| 52° 13′ 5″ N, 8° 9′ 21″ O   | Bissendorf 2, Grabhügel       | Durchmesser ca. 12 m und Höhe ca. 0,8 m. Rund. Rand nach S gut, nach N schlecht abgesetzt. | 28954616 | BW   |
| 52° 13′ 8″ N, 8° 9′ 16″ O   | Bissendorf 4, Grabhügel       | Durchmesser ca. 11 m und Höhe ca. 0,6 m. Rund. Ebenmäßig gewölbt, Rand allmählich auslaufend. Über westl. Rand verläuft eine Fahrspur. | 28954615 | BW   |
| 52° 14′ 10″ N, 8° 10′ 16″ O | Bissendorf 6, Haus Bissendorf | Ehemals Burg mit umgebender Graft. Das früheste repräsentative Gebäude ist ein Bau mit Steinfundamenten und vermutlichem Fachwerkaufbau von 16,5 m Länge und 6,5 m Breite mit 5 m langem und 2 m breitem Anbau im Osten. Spuren seiner Unterzüge belegen einen Holzfußboden. Ergraben wurden auch drei Pfostenbauten des 11.–13./14. Jhs., deren Pfostengrubengröße auf repräsentative Architektur schließen lässt. Das jetzige Herrenhaus ist das Ergebnis von Um- und Ausbauarbeiten des 17./18. Jhs. Das Gebäude setzte sich ursprünglich aus drei Steinwerken zusammen, von denen das mittlere mit einer Grundfläche von 8 × 10 m das älteste ist. Ein Grabungsschnitt in seinem Keller ergab vier Laufhorizonte des 14.-16. Jhs. Das Werpupsche Herrenhaus maß 13,5 × mind. 9 m, das Wirtschaftsgebäude 16,5 × 13,5 m. Auf Karten der 1. Hälfte des 19. Jhs. ist im Norden und Osten noch ein breiter Wassergraben vorhanden, von dem heute keine Spur mehr vorhanden ist. Die Reste der Burg sind in das heutige Herrenhaus integriert. Das Areal der späteren Gräftenburg war offensichtlich spätestens seit dem Frühmittelalter besiedelt. | 28954618 |      |

## Grambergen
| Lage                        | Bezeichnung                         | Beschreibung | ID       | Bild           |
| --------------------------- | ----------------------------------- | --- | -------- | -------------- |
| 52° 17′ 27″ N, 8° 18′ 9″ O  | Grambergen 1, Großsteingrab         | Rest einer größeren Steinkammer ungefähr ostwestlicher Richtung. L. 10 m; Br. 3 m; 12 Trägersteine vorhanden, 3 Decksteine, 1 Deckstein in situ; nördl. Abschlussträgerstein vorhanden. (Sprockhoff Nr. 923) | 28956835 | Weitere Bilder |
| 52° 17′ 36″ N, 8° 18′ 0″ O  | Grambergen 2, Steinmal (Opferstein) | Großer Granitfindling von annähernd dreieckiger Grundform. Gr. L. ca. 4 m; gr. Br. ca. 3,5 m; ca. 1,4 m aus dem Boden ragend. | 28956834 | BW             |
| 52° 17′ 27″ N, 8° 18′ 7″ O  | Grambergen 5, Grabhügel             | Durchmesser ca. 8 m und Höhe ca. 0,4 m. Fast rund. Flach gewölbt, Rand auslaufend. Mehrere kleine Steine sichtbar. | 28949156 | BW             |
| 52° 17′ 35″ N, 8° 18′ 13″ O | Grambergen 6, Grabhügel             | Durchmesser ca. 11 m und Höhe ca. 0,7 m. Fast rund. S-Bereich durch Weg leicht angeschnitten, in der Kuppe eine alte flache Eingrabung. Rand kaum abgesetzt. | 28949155 | BW             |
| 52° 17′ 47″ N, 8° 18′ 9″ O  | Grambergen 7, Grabhügel             | Durchmesser ca. 13 m und Höhe ca. 1 m. Ehemals rund. Rand abgesetzt, O-Rand durch Straßenbau zerstört; ausgeprägte Kuppenmulde. Kleinere Findlinge sichtbar. | 28949154 | BW             |
| 52° 17′ 46″ N, 8° 18′ 10″ O | Grambergen 8, Grabhügel             | Durchmesser ca. 10 m und Höhe ca. 0,8 m. Rund. Rand schlecht abgesetzt, mehrere kleine Findlinge sichtbar. Flache Kuppenmulde. | 28949153 | BW             |
| 52° 17′ 45″ N, 8° 17′ 57″ O | Grambergen 9, Grabhügel             | Durchmesser ca. 14 m und Höhe ca. 1,7 m. Rund. Rand gut abgesetzt. In der Hügelkuppe eine größere Eingrabung von 6 × 6 m. Über den Hügel verläuft in O-W-Orientierung ein Wirtschaftsweg. Störungen durch Tierbaue. | 28949152 | BW             |
| 52° 17′ 43″ N, 8° 17′ 58″ O | Grambergen 10, Grabhügel            | Durchmesser ca. 14 m und Höhe ca. 1,7 m. Fast rund. Dm. 12 – 15 m; H. bis 1,5 m. Rand flach auslaufend. In der Hügelkuppe ist eine Eingrabung von 3 × 3 m. Im NO von Wirtschaftsweg angeschnitten. | 28949151 | BW             |
| 52° 17′ 42″ N, 8° 17′ 52″ O | Grambergen 11, Grabhügel            | Durchmesser ca. 10 – 12 m und Höhe ca. 0,5 – 0,75 m. Fast rund. Rand allseitig schwach abgesetzt. Im N und S jeweils von unbefestigten Waldweg flankiert. Im W-Bereich zwei größere, fast würfelförmige Findlinge von ca. 0,7 m L. abgelagert. In den Wurzeltellern zweier entwurzelter Fichten sind zahlreiche kleinere Granite erkennbar. | 28956836 | BW             |
| 52° 17′ 39″ N, 8° 17′ 56″ O | Grambergen 12, Grabhügel            | Durchmesser ca. 12 m und Höhe ca. 0,7 m. Fast rund. Rand gut abgesetzt. Im S-teil schwache Eingrabungen, am östl. Hügelfuß Wirtschaftsweg. | 28949150 | BW             |
| 52° 17′ 34″ N, 8° 17′ 43″ O | Grambergen 13, Grabhügel            | Durchmesser ca. 7 m und Höhe ca. 0,5 m. Rund. Rand abgesetzt. Flache Kuppenmulde, einige kleinere Granitsteine. | 28949149 | BW             |
| 52° 17′ 35″ N, 8° 17′ 43″ O | Grambergen 14, Grabhügel            | Durchmesser ca. 8 m und Höhe ca. 0,3 m. Fast rund. Rand schwach abgesetzt. Kuppe abgeflacht, einige kleinere Granitsteine. | 28949148 | BW             |
| 52° 15′ 36″ N, 8° 17′ 24″ O | Grambergen 18, Grabhügel            | Durchmesser ca. 15 m und Höhe ca. 1,4 m. Rund. Rand abgesetzt. Unregelmäßige Einkuhlung im Zentrum. | 28949147 | BW             |
| 52° 17′ 37″ N, 8° 18′ 1″ O  | Grambergen 19, Grabhügel            | Durchmesser ca. 12 m und Höhe ca. 0,5 m. Rund. Abgeflachte Kuppe; Granitsteine bis 0,5 m Dm. | 28949146 | BW             |
| 52° 17′ 35″ N, 8° 18′ 1″ O  | Grambergen 20, Grabhügel            | Durchmesser ca. 10 m und Höhe ca. 0,4 m. Rund. | 28949145 | BW             |

## Himbergen
| Lage                        | Bezeichnung            | Beschreibung | ID       | Bild |
| --------------------------- | ---------------------- | --- | -------- | ---- |
| 52° 13′ 27″ N, 8° 12′ 52″ O | Himbergen 2, Grabhügel | Durchmesser ca. 18 m und Höhe ca. 2 m. Annähernd rund, nach N und S Gelände weiter fallend. Lehmaufbau. Weite Kuppenmulde sowie Eingrabung im Zentrum ca. 2 × 2,5 m, T. ca. 1,0 m. Tierbaue. | 28969485 | BW   |
| 52° 13′ 27″ N, 8° 12′ 50″ O | Himbergen 3, Grabhügel | Durchmesser ca. 10 m und Höhe ca. 0,5 m. Annähernd rund, nach S, W bis NW Gelände weiter fallend. Kuppenmulde.                                                                               | 28969493 | BW   |

## Holte-Sünsbeck
| Lage                        | Bezeichnung                         | Beschreibung | ID       | Bild           |
| --------------------------- | ----------------------------------- | --- | -------- | -------------- |
| 52° 12′ 54″ N, 8° 11′ 15″ O | Holte-Sünsbeck 1, Burg Holte        | Hauptburg mit südöstl. anschließender Vorburg. Hauptburg annähernd rund, Dm. ca. 50 m. Von einem fast senkrecht in den anstehenden Kalkfelsen eingehauenen Graben umgeben. Lichte Graben-Br. bis 20 m; T. bis 7 m. Dem Graben ist im gesamten W-Bereich ein Hangwall vorgelagert. Mauer-Br. ca. 2 m, sichtbare H. bis 3,5 m. An diese lehnt sich im O ein bis ca. 4 m T. freigelegter quadratischer Turm mit Stoßfuge an. Seitenlänge des Turmes 4,7 m. Im Zentrum der Bergfried, der als ca. 5 m hoher ringförmiger Steinhügel von 16 m Dm. erhalten ist. Im NO und O ein Außengraben vorgelagert. Lichte Br. ca. 11 m, T. bis 5 m. Zwischen dem Hauptburggraben und diesem liegt im O ein Wall von 36 m L.; Sohl-Br. ca. 15 m; H. 2,5 m. Die Vorburg ist an der nicht natürlich geschützten O-Seite der Hauptburg vorgelagert. Sie ist mit einem Wall von 12 m Sohl-Br. und ca. 2 m H. geschützt, dem ein Außengraben von 10 m Br. und ca. 2 m T. vorgelagert ist. | 28947814 | Weitere Bilder |
| 52° 13′ 19″ N, 8° 11′ 4″ O  | Holte-Sünsbeck 2, Motte (Alte Burg) | Einhügelige Motte. Erhalten ist eine annähernd ringförmige Erhebung von max. 2 m H. Größte L. ca. 55 m (N-S); Br. ca. 35 m. Die ehemalige Wall- und Grabenanlage ist völlig eingeebnet. In die Motte war im 2. Weltkrieg ein Luftschutzbunker eingebaut. Ein Teil des Burghügels wurde für Straßenbauarbeiten abgetragen. Hoch- bis spätmittelalterliche Turmhügelburg. Vermutlich Nachfolgeburg der ca. 700 m südl. gelegenen Höhenburg der Herren von Holte. Funde der Ausgrabung hoch- bis spätmittelalterlich, 12.–15. Jh. Die frühe Phase der „Alten Burg“, ein Adelssitz aus der Zeit um 1000, ist bisher nur archäologisch erfasst. | 28956838 |                |
| 52° 13′ 8″ N, 8° 9′ 41″ O   | Holte-Sünsbeck 4, Grabhügel         | Durchmesser ca. 12 m und Höhe ca. 0,7 m. Fast rund. Rand abgesetzt. | 28956837 | BW             |
| 52° 12′ 51″ N, 8° 9′ 49″ O  | Holte-Sünsbeck 15, Landwehr         | Direkt östl. des Ebbendorfer Weges in annähernd parallelem Verlauf. Leichte SO-Hanglage. Westl. einer tiefen Bachsenke. Wälle mit zwei nach W vorgelagerten Gräben in SSW-NNO-Ausrichtung. Am N- und S-Ende in einer Bachsenke auslaufend. Wall-Br. bis 6 m; Wallkronen-Br. bis 2 m; Wall-H. bis 1 m. Grabensohlen-Br. bis 1,5 m; Graben-T. bis 0,8 m. Gesamt-L. 530 m; Gesamt-Br. ca. 15 m. Einige Durchbrüche, trapezförmiges bis abgerundetes Wallprofil. Sehr gut erhalten. | 28956935 | BW             |

## Jeggen
| Lage                       | Bezeichnung             | Beschreibung | ID       | Bild           |
| -------------------------- | ----------------------- | --- | -------- | -------------- |
| 52° 16′ 32″ N, 8° 12′ 4″ O | Jeggen 1, Großsteingrab | Lange, gut erhaltene, wenn auch nicht ungestörte Steinkammer in Richtung Nordost-Südwest. Nordwestliche Langseite steht mit sieben Trägern in situ, der nördl. ist gesprengt und liegt in der Kammer. Träger beider Schmalseiten stehen annähernd in situ. Auf der anderen Langseite nur noch in der Mitte ein Träger in alter Stellung, sieben meistens nach außen gefallen. Decksteine sind sämtlich, tw. in Bruchstücken, vorhanden und liegen zumeist in die Kammer gestürzt. Die lichte Weite beträgt 17 m × 3 m. Die ungewöhnlich hoch aus der Erde ragenden Tragsteine sind hoch mit Erde angefüllt, auf der die Decksteine liegen. Von einer Einfassung oder einem Hügel keine Spur. Sehr gut erhaltenes Anschauungsobjekt. (Sprockhoff Nr. 922). | 28956964 | Weitere Bilder |
| 52° 16′ 32″ N, 8° 12′ 3″ O | Jeggen 9, Grabhügel     | Durchmesser ca. 10 m und Höhe ca. 2 m. Ehemals rund. Relativ steil geböscht und der Fuß gut abgesetzt. 2009 allerdings abgetragen, da es sich wohl um einen „neuzeitlichen Aussichtshügel“ eines Adligen gehandelt hat. | 28956936 | BW             |

## Krevinghausen
| Lage                        | Bezeichnung                             | Beschreibung | ID       | Bild |
| --------------------------- | --------------------------------------- | --- | -------- | ---- |
| 52° 17′ 53″ N, 8° 17′ 32″ O | Krevinghausen 1, Großsteingrab          | Stark zerstörte Grabkammer ungefähr in nordwest-südöstlicher Richtung. In situ stehen allein vier Träger der nordöstlichen Langseite, ein weiterer ist nach außen gefallen. Vier Träger der gegenüberliegenden Langseite sind nach innen gefallen, der nordwestliche Abschlussstein ebenfalls, und ca. 2 m nach SO verlagert. Ein Deckstein liegt in der Kammer, ein anderer ist nach außen geschleppt. Kleine vier- bis fünfjochige Kammer von schätzungsweise 4,5 × 1,2 m lichter Weite. Die wenigen umherliegenden Steine könnten zu einer Einfassung gehört haben. Um die steinerne Grabkammer herum ist ein flacher runder Hügel von ca. 0,5 m H. erhalten. | 28935197 | BW   |
| 52° 18′ 18″ N, 8° 16′ 19″ O | Krevinghausen 22, Mönkehöfener Landwehr | In leicht bogenförmigem Verlauf von SW nach N auf die Mindener Heerstraße zuführend. Bestehend aus Doppelwall und W und O vorgelagertem Graben. L. in der Gmkg. ca. 750 m; Gesamt-Br. 18 m; lichte Graben-Br. jeweils ca. 4 m; Grabentiefe bis ca. 0,7 m; Wall-Br. jeweils ca. 3,5 m; H. über umgebendem Gelände ca. 0,5 m. Unterschiedlich gut erhalten. Mittelalter - Neuzeit. | 28956947 | BW   |

## Nemden
| Lage                        | Bezeichnung                | Beschreibung | ID       | Bild           |
| --------------------------- | -------------------------- | --- | -------- | -------------- |
| 52° 13′ 5″ N, 8° 12′ 32″ O  | Nemden 2, Grabhügel        | Durchmesser ca. 14 m und Höhe ca. 0,8 m. Rand abgesetzt. In der Kuppe eine Eingrabung von 5 m Dm. | 28949159 | BW             |
| 52° 14′ 3″ N, 8° 14′ 32″ O  | Nemden 4, Schloß Ledenburg | Burg mit Haupt- und Vorburg, die jeweils von einer rechtwinkligen Graft umgeben sind. Heutige Bebauung: Zweiflügeliges Herrenhaus von 1627. Im Bereich der Vorburg ein Torhaus und Nebengebäude. Erhalten ist sowohl die Hausgraft als auch die äußere Graft. Br. der Hausgraft 15 m; Br. der äußeren Graft 5-10 m. Gesamtfläche ca. 215 × 180 m, Innenfläche der Hauptburg 65 × 30 m. Die gesamte Schlossanlage ist gut restauriert und sehr gepflegt. Gründungszeit im Spätmittelalter, möglicherweise als Nachfolgerin der alten Burg Holte. | 28949158 | Weitere Bilder |
| 52° 13′ 17″ N, 8° 12′ 37″ O | Nemden 6, Steinkreuz       | Steinkreuz aus Sandstein. H. 0,69 m; Br. 0,6 m; Dm. 0,2 m. | 28949160 | BW             |
| 52° 13′ 17″ N, 8° 12′ 37″ O | Nemden 7, Steinkreuz       | Steinkreuz aus Sandstein. H. 0,9 m; Br. 0,54 m; Dm. 0,2 m. | 28949161 | BW             |
| 52° 13′ 18″ N, 8° 12′ 37″ O | Nemden 8, Steinkreuz       | Steinkreuzfragment aus Kalkstein. H. 1 m; Br. 0,37 m; Dm. 0,19 m. | 28949162 | BW             |

## Schelenburg
| Lage                        | Bezeichnung                       | Beschreibung | ID       | Bild           |
| --------------------------- | --------------------------------- | --- | -------- | -------------- |
| 52° 17′ 52″ N, 8° 14′ 23″ O | Schelenburg 1, Grabhügel          | Durchmesser ca. 22 m und Höhe ca. 1,8 m. Rund. Von Pflanzfurchen in SW-NO-Ausrichtung überzogen; Hügelfuß im SO-Bereich durch Waldweg gestört. Einige größere Tierbauten. Oberflächliche Störungen durch Pflanzfurchen und Waldweg ergeben ein annähernd terrassenförmiges Profil. | 28948900 | BW             |
| 52° 17′ 1″ N, 8° 13′ 32″ O  | Schelenburg 4, Schloß Schelenburg | Wasserburg mit ehemals vierfacher konzentrischer Gräftenanlage. Erhalten sind große Teile der ehemaligen Gräfte im W, S und O, die nördl. Bereiche sind verfüllt. Der Wohnturm aus dem 12. Jh. stellt den ältesten Bestandteil der Burganlage dar und war in der Anfangsphase von einem vierfachen Grabensystem umgeben. Das heutige Walmdach stammt nach dendrochronologischen Untersuchungen aus dem Jahr 1495. Die Fenster in seinem 1. und 2. Stockwerk sind erst im 16. Jh. anstelle von Lichtschlitzen eingebaut worden. 1578 wird ein Kapellenraum im Turm erwähnt. Der 1. Stock diente zwischen 1650 und 1803 als evangelische Kirche. | 28948894 | Weitere Bilder |
| 52° 17′ 54″ N, 8° 14′ 25″ O | Schelenburg 13, Grabhügel         | Durchmesser ca. 7 m und Höhe ca. 0,4 m. Rundoval. Kuppe abgeflacht, Rand flach auslaufend, gut erhalten. | 28948909 | BW             |

### Schelenburg 5
- ID: 28948072
- Grabhügelfeld mit 9 Grabhügeln. Dm. 6 – 8 m, H. 0,3 – 0,5 m.

| Lage                        | Bezeichnung    | Beschreibung | ID       | Bild |
| --------------------------- | -------------- | --- | -------- | ---- |
| 52° 17′ 46″ N, 8° 14′ 36″ O | Schelenburg 5  | Durchmesser ca. 6 m und Höhe ca. 0,4 m. Rund. Rand abgesetzt, Kuppenmulde. Gesamtzustand gut, allerdings Störung am O-Rand durch Graben. | 28948901 | BW   |
| 52° 17′ 46″ N, 8° 14′ 35″ O | Schelenburg 6  | Durchmesser ca. 7 m und Höhe ca. 0,3 m. Rund. Abgeflacht, Rand kaum abgesetzt, Kuppenmulde.                                              | 28948902 | BW   |
| 52° 17′ 47″ N, 8° 14′ 36″ O | Schelenburg 7  | Durchmesser ca. 6 m und Höhe ca. 0,3 m. Fast rund. Stark verflacht; Rand im O schlecht, sonst gut abgesetzt; Kuppenmulde.                | 28948903 | BW   |
| 52° 17′ 48″ N, 8° 14′ 36″ O | Schelenburg 8  | Durchmesser ca. 6 m und Höhe ca. 0,4 m. Fast rund. Gut erhalten; Rand schwach abgesetzt; Kuppenmulde.                                    | 28948904 | BW   |
| 52° 17′ 48″ N, 8° 14′ 35″ O | Schelenburg 9  | Durchmesser ca. 8 m und Höhe ca. 0,5 m. Rund. Rand abgesetzt; Kuppenmulde.                                                               | 28948905 | BW   |
| 52° 17′ 48″ N, 8° 14′ 36″ O | Schelenburg 10 | Durchmesser ca. 7,5 m und Höhe ca. 0,45 m. Rund. Guter Zustand; Rand abgesetzt; Kuppenmulde.                                             | 28948906 | BW   |
| 52° 17′ 48″ N, 8° 14′ 36″ O | Schelenburg 11 | Durchmesser ca. 6 m und Höhe ca. 0,45 m. Fast rund. Rand schwach abgesetzt; am NW-Rand durch Graben gestört.                             | 28948907 | BW   |
| 52° 17′ 48″ N, 8° 14′ 34″ O | Schelenburg 12 | Durchmesser ca. 8 m und Höhe ca. 0,3 m. Rund. Rand schwach abgesetzt. Stark verflacht, im SO Störung durch Fahrspuren.                   | 28948908 | BW   |
| 52° 17′ 48″ N, 8° 14′ 36″ O | Schelenburg 14 | Durchmesser ca. 6 m und Höhe ca. 0,3 m. Rund. Flach auslaufend.                                                                          | 28948910 | BW   |

## Stockum-Gut
| Lage                       | Bezeichnung               | Beschreibung | ID       | Bild |
| -------------------------- | ------------------------- | --- | -------- | ---- |
| 52° 15′ 26″ N, 8° 9′ 55″ O | Stockum-Gut 4, Wasserburg | Ehemals Wasserburg mit breitem Graftsystem, das im N und S vermutlich an die Wasserläufe der Hase und der Alten Hase angelehnt war, bzw. identisch war. Im O als Rest der ehemaligen Graftanlage zwei Teiche, die von Dämmen eingefasst sind. Die westl. Graft ist verfüllt. Heutiger Gebäudebestand: langgestrecktes Herrenhaus aus zwei zweigeschossigen, aneinandergereihten Gebäudeteilen, deren älterer aus dem 16. Jh. und deren jüngerer aus dem Jahre 1771 stammt. Die östl. anschließende Kapelle wurde 1470 errichtet. Über die mittelalterliche Bauentwicklung können mangels Angaben in den Schriftquellen und archäologischer wie bauhistorischer Untersuchungen keine Angaben gemacht werden. | 28956946 | BW   |

## Wulften
| Lage                        | Bezeichnung           | Beschreibung | ID       | Bild |
| --------------------------- | --------------------- | --- | -------- | ---- |
| 52° 18′ 47″ N, 8° 14′ 18″ O | Wulften 12, Grabhügel | Durchmesser ca. 14 m und Höhe ca. 0,7 m. Rund. Gleichmäßig gewölbt. In der Hügelkuppe alte Eingrabungen von 2 × 3 m, Tierbaue. Am N-Rand liegt ein 0,8 × 0,5 m großer Findling. | 28954619 | BW   |